# 緬甸—南斯拉夫關係
緬甸－南斯拉夫關係指的是歷史上緬甸與南斯拉夫的關係。
緬甸與南斯拉夫兩國關係密切。早在建國伊始，緬甸的第一部憲法就很大程度上借鑑了南斯拉夫1946年憲法。後來，緬甸與南斯拉夫都積極推動不結盟運動，兩國同為不結盟運動創始國。緬甸方面十分欣賞南斯拉夫的外交政策，甚至緬甸高層曾表示要把緬甸建設成「亞洲的南斯拉夫」。在緬甸的大力推動下，南斯拉夫共產主義者聯盟受邀參加1953年在仰光召開的亞洲社會党會議，是歐洲唯一一個獨立派出代表團參加的政黨。南斯拉夫方面將這次邀請視為極大榮譽。南斯拉夫在仰光的大使館也於會議期間開始運作，兩國關係隨之走入高潮。
1953年，南斯拉夫在聯合國中曾與緬甸站在一方，譴責泰緬孤軍在緬甸的行動是侵略行為。